# No Promises (Icehouse)
No Promises is een nummer van de Australische band Icehouse uit 1986. Het is de eerste single van hun vierde studioalbum Measure for measure.
"No Promises" werd een bescheiden hitje in Australië, het thuisland van Icehouse. Daar bereikte het de 30e positie. In Nederland deed het nummer het minder goed met een 10e positie in de Tipparade. Toen het nummer uit deze lijst verdween, raakte het in Nederland snel in de vergetelheid.